# Synagoga w Gnieźnie
Synagoga w Gnieźnie – zbudowana drewniana w 1582 roku, w tradycji ortodoksyjnej. Spłonęła ona w 1613 roku, po czym ponownie odbudowano w tej samej formie. Pożar Gniezna w 1819 roku spowodował rozległe zmiany w budownictwie miasta, w wyniku których Żydzi musieli wybudować nową świątynię.

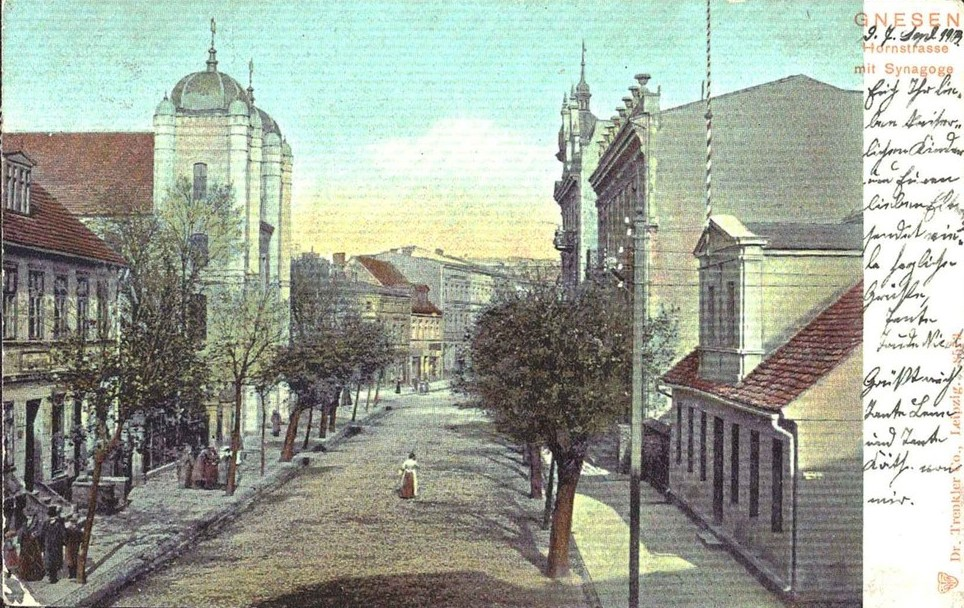
Pocztówka z Gniezna przełomu XIX i XX w. przedstawiająca ówczesną Hornstrasse (później- ul. Mieczysława, czyli Mieszka I) z widokiem na synagogę tradycji reformowanej. Wydana w Lipsku

W 1582 roku rabin Eliezer Aszkenazy poświęcił nową synagogę. Po wojnie polsko-szwedzkiej odbudowano synagogę dopiero w 1680 roku, dzięki przywilejom nadanym przez Jana Kazimierza.
W 1846 roku wzniesiono nową, murowaną synagogę tradycji reformowanej przy zbiegu ulicy Mieszka I i Bolesława Chrobrego. Inicjatorem jej budowy był Moritz Russak i jego współpracownicy. Budowa bożnicy była ostro krytykowana i zwalczana przez żydów ortodoksyjnych, ze względu na wysokie koszty oraz z obawy przed niezbyt skrupulatnym przestrzeganiem starych obrządków religijnych.
8 lutego 1846 roku uroczyście otwarto synagogę, podczas którego uroczyste kazanie wygłosił rabin Gebhardt. Wówczas omal nie doszło do rozruchów wśród ludności żydowskiej.
Podczas II wojny światowej w 1940 roku hitlerowcy rozebrali synagogę, a gruz z niej posłużył pod budowę placu ćwiczeń przed Seminarium Duchownym. W latach 50. XX wieku na jej miejscu wzniesiono blok mieszkalny.